# Paul De Knop
Paul De Knop (Antwerpen, 12 november 1954 – Jette, 4 augustus 2022) was gewoon hoogleraar aan de Vrije Universiteit Brussel. Van 2008 tot 2016 was hij rector van deze universiteit.

## Biografie
De Knop studeerde aan het Koninklijk Atheneum Antwerpen en behaalde de graden van licentiaat Lichamelijke Opvoeding en licentiaat Vrijetijdsagogiek aan de VUB. Aanvullend behaalde hij een Master’s Degree in the Sociology of Sport & Sports Management aan de University of Leicester. Hij promoveerde tot doctor in de Lichamelijke Opvoeding aan de VUB.
Tot 2008 was hij ook bijzonder hoogleraar aan de Universiteit van Tilburg en voorzitter van de Raad van het Gemeenschapsonderwijs (2002-2008).
Van 2004 tot september 2008 was hij decaan van de faculteit Lichamelijke Opvoeding en Kinesitherapie van de VUB, en adjunct-kabinetschef van de Vlaamse minister van Sport Bert Anciaux.
De Knop doceerde sportsociologie en sportbeleid. Zijn onderzoeksbelangstelling ging in het bijzonder uit naar de kwaliteitszorg en het beleid (management en sociologie) binnen de sport.
Op 9 mei 2008 werd hij verkozen tot rector van de Vrije Universiteit Brussel voor de periode 2008-2012. Hij volgde in deze functie professor Benjamin Van Camp op. Onder zijn rectoraat startte de VUB de uitwerking van hun Algemeen Strategisch Plan. In zijn functie als rector was hij ook van 1 oktober 2009 tot 30 september 2010 de voorzitter van het Vlaamse Fonds voor Wetenschappelijk Onderzoek. Hij was voorzitter van de VLIR tussen 2013 en 2015. Vanaf oktober 2015 tot aan zijn dood was hij voorzitter van het Vlaams Fonds voor Wetenschappelijk Onderzoek (FWO). In september 2016 werd hij als rector van de VUB opgevolgd door Caroline Pauwels. Voor zijn prestaties als rector en zijn inzet werd De Knop in 2022 benoemd tot ‘Ererector van de Vrije Universiteit Brussel’.
De Knop overleed op 4 augustus 2022 aan de gevolgen van melanoomkanker.

## Prijzen
- In 1992 ontving hij de Piet Theysprijs voor het wetenschappelijk onderzoek inzake jeugdsport en jeugdsportpromotie van het Ministerie Vlaamse Gemeenschap.
- In 1996 volgde een trofee “Bijzondere verdiensten voor de universitaire sport” van de Vlaamse Universitaire Sportfederatie.
- De Leadership Award van de Sports Tourism International Council werd hem in 1998 toegekend.
- In 2004 was hij de laureaat van de SportManagement Excellence Award van de European Association for SportManagement
- In 2005 was hij de winnaar van de Best Practice Award in Sport and Recreation Management 2005, uitgereikt door The Institute of Sport and Recreation Management.[3]
- In 2013 kreeg hij een eredoctoraat voor algemene verdienste van de Universiteit Antwerpen